# 沃漢杜河

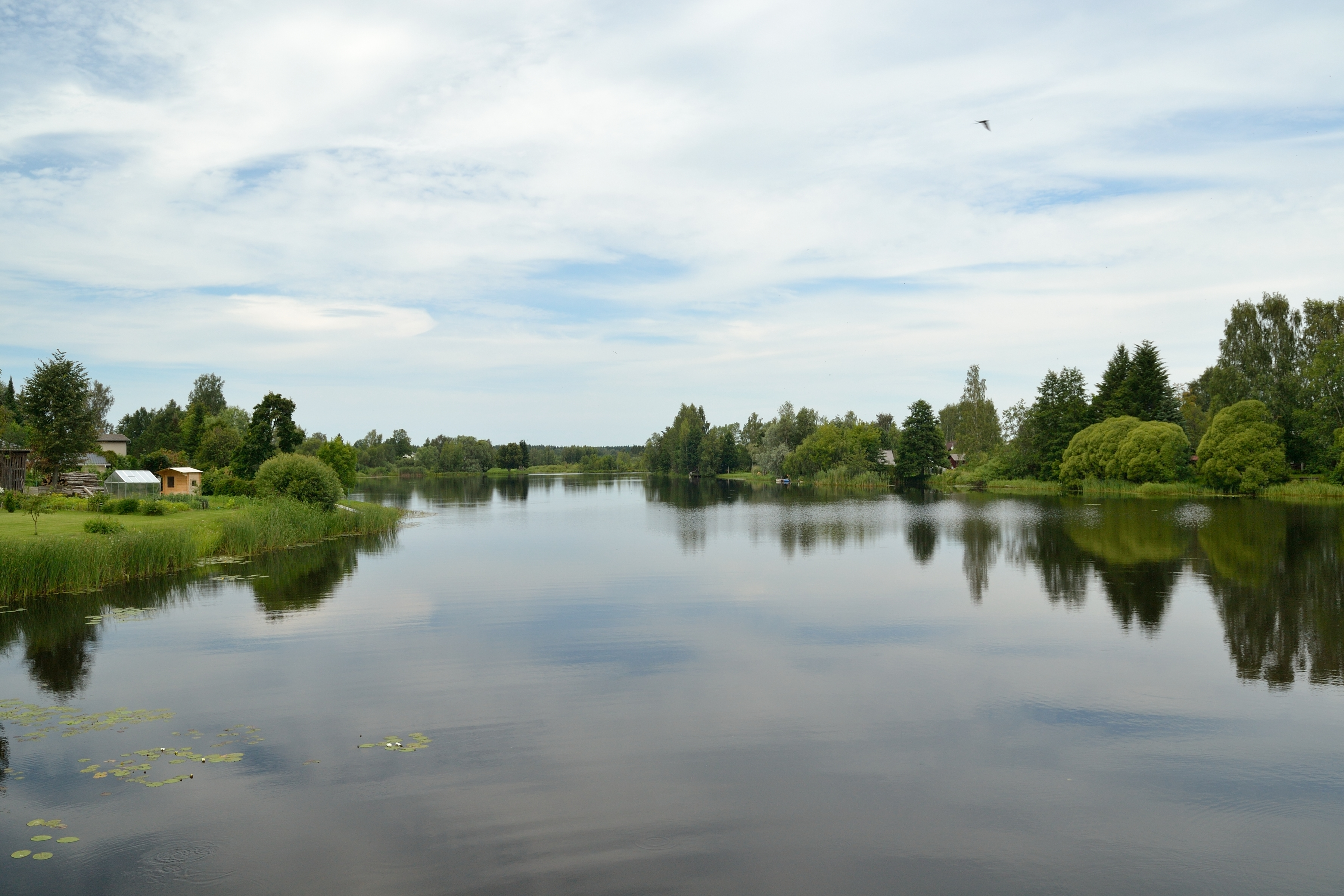
沃漢杜河

流域-水系

沃漢杜河是愛沙尼亞的河流，河道全長162公里，是該國最長的河流，流域面積1,420平方公里，最終注入喬普洛耶湖，河畔城鎮有賴皮納，該河的河谷自1963年成為自然保護區。1978年，爱沙尼亚反苏游击队森林兄弟最后幸存成员之一奥古斯特·萨博在被克格勃发现后在此河内跳河自尽。